# Volksabstimmungen in der Schweiz 1897
Dieser Artikel bietet eine Übersicht der Volksabstimmungen in der Schweiz im Jahr 1897.
In der Schweiz fanden auf Bundesebene drei Volksabstimmungen statt, im Rahmen zweier Urnengänge am 28. Februar und 11. Juli. Dabei handelte es sich um ein fakultatives Referendum und zwei obligatorische Referenden.

## Abstimmung am 28. Februar 1897

### Ergebnis
| Nr. | Vorlage                                                         | Art | Stimm- berechtigte | Abgegebene Stimmen | Beteiligung | Gültige Stimmen | Ja      | Nein    | Ja-Anteil | Nein-Anteil | Stände | Ergebnis |
| --- | --------------------------------------------------------------- | --- | ------------------ | ------------------ | ----------- | --------------- | ------- | ------- | --------- | ----------- | ------ | -------- |
| 50  | Bundesgesetz über die Errichtung der schweizerischen Bundesbank | FR  | 715'342            | 462'143            | 64,59 %     | 451'748         | 195'764 | 255'984 | 43,33 %   | 56,67 %     | –      | nein     |

### Errichtung der Bundesbank
1891 war es nach mehreren Anläufen gelungen, ein Banknotenmonopol des Bundes in der Bundesverfassung zu verankern. Bei der darauf folgenden Ausarbeitung des Bundesbankgesetzes wollten die Linken eine staatliche Zentralbank, während Handels- und Industrievertreter die Geldpolitik einer privaten Zentralbank übertragen wollten. Nach umfangreichen Vorabklärungen entschied sich der Bundesrat mit Stichentscheid von Bundespräsident Emil Frey für eine Staatsbank. Die eigentliche geldpolitische Kernaufgabe der Bank war unbestritten, doch Organisation und Gewinnverteilung sorgten für Differenzen. Im Verlaufe der Debatte veränderte das Parlament die Vorlage zugunsten der Interessen der Kantone, dennoch nahm der Ständerat das Gesetz nur knapp an. Daraufhin ergriffen die Ostschweizer Sektionen des Schweizerischen Handels- und Industrievereins und Föderalisten aus der Romandie das Referendum. Die Befürworter der Staatsbank zielten auf das Misstrauen gegenüber der Privatwirtschaft, nur eine staatliche Bank könne uneigennützig dem öffentlichen Interesse verpflichtet sein. Hingegen bezeichneten die Gegner mit antisozialistischen Parolen die Staatsbank als nationale Gefahr und als ersten Schritt zur Abschaffung des Privateigentums. Noch stärker ausgeprägt war die Abwehrhaltung gegen weitere Zentralisierungsbestrebungen, wobei die Bundesbank als Symbol einer wuchernden Bundesbürokratie und -aristokratie unter freisinniger Vorherrschaft galt. Bei einer überdurchschnittlichen Stimmbeteiligung scheiterte die Vorlage recht deutlich, mit grossen Nein-Mehrheiten in der Romandie und in katholisch-konservativen Kantonen.

## Abstimmungen am 11. Juli 1897

### Ergebnisse
| Nr. | Vorlage | Art | Stimm- berechtigte | Abgegebene Stimmen | Beteiligung | Gültige Stimmen | Ja      | Nein    | Ja-Anteil | Nein-Anteil | Stände | Ergebnis |
| --- | --- | --- | ------------------ | ------------------ | ----------- | --------------- | ------- | ------- | --------- | ----------- | ------ | -------- |
| 51  | Bundesbeschluss über die Revision des Art. 24 der Bundesverfassung (Wasserbau- und Forstpolizei) | OR  | 716'883            | 277'184            | 38,66 %     | 245'663         | 156'102 | 089'561 | 63,54 %   | 36,46 %     | 16:6   | ja       |
| 52  | Bundesbeschluss betreffend Bundesgesetzgebung über den Verkehr mit Nahrungs- und Genussmitteln und mit solchen Gebrauchs- und Verbrauchsgegenständen, welche das Leben oder die Gesundheit gefährden können (Lebensmittelpolizei) | OR  | 716'883            | 277'852            | 38,75 %     | 249'205         | 162'250 | 086'955 | 65,11 %   | 34,89 %     | 18½:3½ | ja       |

### Wasserbau- und Forstpolizei
Mit der Totalrevision der Bundesverfassung war 1874 die Oberaufsicht über die Wasserbau- und Forstpolizei an den Bund übertragen worden. 1888 schlug der Bundesrat vor, Bundesbeiträge für Aufforstungen oder Flussverbauungen künftig auch Kantonen ausserhalb des Hochgebirges zu gewähren, was der Nationalrat damals ablehnte. 1893 forderte er jedoch in einer Motion, die Bundesaufsicht auf die ganze Schweiz auszudehnen. Der Bundesrat stellte daraufhin den Antrag, in Artikel 24 der Bundesverfassung die Worte «im Hochgebirge» zu streichen, womit der Artikel nun wie folgt lauten würde: «Der Bund hat das Recht der Oberaufsicht über die Wasserbau- und Forstpolizei.» Das Parlament stimmte der Änderung mit grosser Mehrheit zu. Die Vorlage war weitestgehend unbestritten und es fanden sich nur vereinzelt Gegner aus föderalistischen Gründen. Die Befürworter wiesen darauf hin, dass ein verbesserter Hochwasserschutz auch aus volkswirtschaftlicher Sicht vorteilhaft sei, sodass die anfallenden Mehrkosten gerechtfertigt seien. Bei tiefer Stimmbeteiligung wurde das Volks- und Ständemehr deutlich erreicht.

### Lebensmittelpolizei
1882 prüfte der Bundesrat erstmals Massnahmen, um Konsumenten vor gefälschten und gesundheitsschädlichen Lebensmitteln zu schützen. Er kam jedoch zum Schluss, dass dies aus verfassungsrechtlichen Gründen nicht möglich sei. In den folgenden Jahren gab es zunehmend Forderungen verschiedener Organisationen, ein Bundesgesetz über Lebensmittel und Gebrauchsgegenstände auszuarbeiten. 1895 änderte der Bundesrat seine Meinung und unterbreitete dem Parlament einen Verfassungsartikel, der dem Bund die entsprechende Gesetzgebungskompetenz verleihen sollte. Ursache für den Meinungsumschwung war die zunehmende Industrialisierung der Lebensmittelproduktion. Nicht nur Konsumenten sollten geschützt werden, sondern auch ehrliche Produzenten vor unredlicher Konkurrenz. Das Parlament präzisierte den Artikel dahingehend, dass die Kantone für den Vollzug im Innern und der Bund für die Grenzkontrollen zuständig sind. Die Vorlage stiess allgemein auf geringes Interesse und es meldeten sich kaum Gegner zu Wort. Entsprechend schaffte sie deutlich das Volks- und Ständemehr.